# رمشولت
رمشولت (به انگلیسی: Ramsholt) یک روستا و محله مدنی در بریتانیا است که در Suffolk Coastal واقع شده‌است.